# Alloxysta fulviceps
Alloxysta fulviceps är en stekelart som först beskrevs av Curtis 1838.  Alloxysta fulviceps ingår i släktet Alloxysta, och familjen glattsteklar. Arten är reproducerande i Sverige.